# قطعنامه ۱۹۰۰ شورای امنیت
قطعنامه  ۱۹۰۰ شورای امنیت سازمان ملل متحد که در تاریخ ۱۶ دسامبر ۲۰۰۹ تصویب شد، سندی بین‌المللی دربارهٔ دادگاه بین‌المللی برای یوگسلاوی سابق است. این قطعنامه طی نشست ۶۲۴۲ام با ۱۵ رای موافق، ۰ مخالف و ۰ ممتنع تصویب شد.